# ستیز اولیه مسلمانان-مکیان

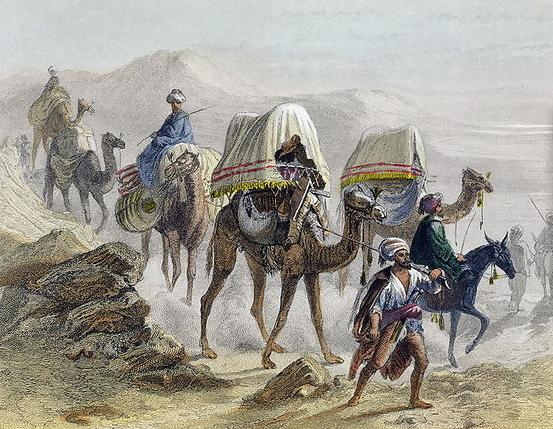
ستیز اولیه مسلمانان و مکیان

ستیز اولیه مسلمانان و مکیان به سلسله‌هایی از یورش‌ها که در آن پیامبر اسلام محمد و صحابه اش شرکت داشتند اشاره دارد. یورش‌ها به‌طور کلی تهاجمی (آفندی) بودند و برای جمع‌آوری اطلاعات یا غصب کالاهای تجاری کاروان‌های تأمین مالی شده توسط قریش انجام شدند. توسط محمد این یورش‌ها برای تضعیف اقتصاد مکه در نظر گرفته شدند. پیروانش همچنین فقیر شده بودند. محمد یک سنت عربی را مبنی بر این که یک نفر به خویشاوند و عشیره خودی حمله نکند با کاروان‌زنی شکست. مسلمانان حس کردند که یورش‌ها موجه است و خدا به آنان اجازه دفاع در برابر آزار مسلمانان توسط مکیان را داده‌است.

## پیش‌زمینه
پیروان محمد پس از گریز از آزار در مکه و هجرت با محمد به مدینه، از فقر رنج می‌بردند. آزاردهندگان مکی آن‌ها، ثروتشان را غصب کردند و متعلقاتشان در مکه جای ماند.

## ارجاعات
1. ↑  Montgomery Watt, William (21 Jan 2010). Muhammad: prophet and statesman. Oxford University Press, 1974. p. 105. ISBN 978-0-19-881078-0.
2. 1 2  Gabriel, Richard A. (2008), Muhammad, Islam's first great general, University of Oklahoma Press, p. 73, ISBN 978-0-8061-3860-2
3. ↑  Welch, Muhammad, Encyclopedia of Islam
4. ↑  See:
  - Watt (1964) p. 76;[full citation needed]
  - Peters (1999) p. 172[full citation needed]
5. ↑  John Esposito, Islam, Expanded edition, Oxford University Press, p.4-5